# Obušku, z pytle ven!
Obušku, z pytle ven! je československá filmová pohádka z roku 1955, natočená na motivy pohádky Karla Jaromíra Erbena Kouzelné dary.

## Děj
Chudý potulný muzikant zavítá při svém putování do hostince „U pečínky“. Má hlad, a jelikož nemá žádné peníze, nabídne mu hostinský, že pokud zahraje jak nejlépe umí, dostane od něj jitrnici, jakou svět neviděl. Muzikant zahraje i zazpívá, ovšem jediné, čeho se od hostinského dočká, je krajíc chleba (a „neviditelná jitrnice“ - tedy taková, kterou svět neviděl). Muzikant se však nedá a začne předstírat, že jí tu největší a nejlepší jitrnici, čímž hostinského dokonale poplete. Na večer potká cestou hladového kouzelného stařečka, s nímž se rozdělí o svůj krajíc chleba. Pro své dobré srdce dostane od stařečka kouzelný ubrousek a oslíka. Třetí dar, kouzelný obušek, nepřijme, neboť chce s lidmi vždy vycházet v dobrém. Poté, co se ubytuje ve stejném hostinci, ve kterém byl ten den, ho hostinský opije a okrade o dary. Místo kouzelného ubrousku mu podstrčí obyčejný ubrousek a kouzelného oslíka, schopného třást ze sebe zlaťáky, mu vymění za obyčejného oslíka. Když se to muzikant dozví, vyžádá si od stařečka obušek, vrátí se do hostince a hostinského náležitě potrestá. Dary dostane zpět a vyžene chudobu ze svého domu.

## Obsazení
| Ladislav Pešek      | muzikant             |
| Josef Beyvl         | hospodský            |
| František Smolík    | stařeček             |
| Aleš Košnar         | Kuba, dítě muzikanta |
| Eman Fiala          | šumař                |
| Josef Hlinomaz      | ponocný              |
| Vladimír Jedenáctík | myslivec             |
| Josef Příhoda       | sedlák               |
| Josef Steigl        | sedlák               |

## Tvůrci a štáb
- Režie: Jaromír Pleskot
- Předloha: Karel Jaromír Erben (pohádka Kouzelné dary)
- Scénář: Jiří Brdečka, Jaromír Pleskot
- Kamera: Josef Střecha, Jiří Tarantík
- Vedoucí výroby: Jaroslav Prokop
- Hudba: Jan F. Fischer
- Nahrál: Fisyo (řídil František Belfín)
- Architekt: Alois Mecera
- Výtvarník a návrhy kostýmů: František Tröster
- Malíř pozadí: Ferdinand Martinásek
- Zvuk: František Fabián, Josef Zora
- Střih: Miroslav Hájek
- Kostýmy: Barbora Adolfová
- Výprava: Josef Calta
- Umělecký maskér: Gustav Hrdlička
- Vedoucí maskér: Václav Volk
- Trik s obuškem: Karel Mann
- Triková spolupráce: Josef Bůžek, František Jakubec, Milada Veselá
- Asistent režie: Mojmír Drvota, Eva Mičulková, Zdeněk Maršálek
- Asistent architekta: Luděk Škuta
- Asistent výroby: René Mattes
- Asistent střihu: Magda Hájková

## Produkční a technické údaje
- Začátek natáčení: 13. února 1955
- Copyright: 1955
- Premiéra: 7. září 1956 (kina Jalta, Mladých a Bystrica)
- Výroba: Studio dětského filmu Praha, Studio uměleckého filmu
- Distribuce: Rozdělovna filmů Československého státního filmu
- Barva: barevný
- Jazyk: čeština
- Zvuk: mono
- Délka: cca 69 minut
- Ateliéry: Barrandov

## Lokace
Převážná část pohádky byla natočena za obcí Daňkovice, při sledování krajiny ve scénách jízdy na oslovi jsou k vidění pohledy ke Krásnému, Jimramovským Pasekám nebo k Javorku. 
Film se natáčel také v Kraji Vysočina, přesněji ve Žďárských vrších, Sněžném, Krátké a Samotíně.

## Zajímavosti
- Od své premiéry v září 1956 do až do 31.12.1987 vidělo film v českých kinech v rámci 16 792 představení celkem 2 811 356 diváků.[2]